# Півонія (ландшафтний заказник)
Півонія — ландшафтний заказник місцевого значення. Оголошений відповідно до Розпорядження голови Донецької облдержадміністрації, керівника обласної військово-цивільної адміністрації від 24.11.2017 року № 1557/5-17 "Про оголошення заказників місцевого значення у Добропільському районі Донецької області".
Заказник створено з метою збереження ділянки типчаково-ковилових степів з рідкісними видами рослин та великою популяцією півонії тонколистої.
Флористичне ядро заказника формують житняк гребінчастий, миколайчики рівнинні, льонок дроколистий, полин гіркий, люцерна посівна, жовтозілля Якова, шандра рання, молочай степовий, хатьма тюрингська, перстач пісковий, синяк звичайний, шавлія дібровна, дивина щільноквіткова, кермек донецький, 2 види занесені до Червоної книги України - ковила волосиста, півонія тонколиста. Формація ковили волосистої занесена до Зеленої книги України. 13 видів тварин занесені до Червоної книги України - махаон, подалірій, поліксена, мнемозина, бджола-тесляр звичайна, гадюка степова.